# 自動補完
自動補完（じどうほかん）は、ソースコードエディタ、コマンドラインインタプリタ、ワードプロセッサ、電子メールソフトウェア、ウェブブラウザなどで広く採用されている機能である。入力補完（にゅうりょくほかん）やオートコンプリート（英: autocomplete）とも称され、文字列入力中に次に連なる字句を推測して優位な候補を提示する機能である。

## ウェブブラウザ
ウェブブラウザでは主に、アドレスバーの表示履歴とウェブページ内のテキストボックスや検索エンジンで用いられ入力省力化により利便性向上に寄与するが、ログイン時などのパスワードなども保存され機密保持上難点な場合がある。

## 電子メールソフト
電子メールソフトでは主に、メール作成時の送信先アドレス入力で用いられる。
- Outlook ExpressやGmailなどでは、登録した名前などからのアドレス検索が可能である。
- BBDB[1]は、Emacs上で同等の機能を提供する。

## ソースコードエディタ
ソースコードでは「コード補完」と称され、特定の時点や名前空間内で語意を有する単語は変数名や関数名などに限られるため推測が比較的容易で、入力が省力されることから長尺化しがちな有意の変数名も用い易くなりソースコードの可読性向上に寄与する。例としてインテリセンスでは推測補完候補のポップアップリスト表示から選択し決定する。オブジェクト指向プログラミングで対象クラスが擁するメンバーをプログラマが把握していない状況では、インプットメソッドとマニュアルの両面で機能し利便性向上に寄与する。

## クエリツール
クエリツールではSQL文の表名や属性名入力時に、表名はデータベース上利用可能な一覧、属性名は本文参照表の属性名一覧がそれぞれ表示される。

## ワードプロセッサ
ワードプロセッサは、出荷時に登録された字句やユーザー定義の字句情報を用い推測している。OpenOffice.org、Microsoft OfficeやEmacs、Vimなど事例は多い。

## コマンドラインインタプリタ
shやbash、cmd.exeやPowerShellなどのコマンドラインインタプリタや、他コマンドラインインタフェースは、ユーザーがアクセス可能なコマンドやファイル名を保持し1文字入力後にタブキー押下で自動補完される。

## 類似の機能
自動置換
事前に指定した特定文字列を別の文字列へ自動的に置き換える機能で、単語入力ミスの自動修正、長尺文字列入力、テキスト修正時に用いられることが多い。日本語では、かな漢字変換ユーザー辞書へ短縮読み仮名で登録した文字列を変換で読み出し、入力時の打鍵数低減を図る用法もある。
入力予測
携帯電話などの組み込みシステムに多数搭載され、自動補完と共通点も多いが入力時だけではなくその後に繋がる語句に対しても予測が行われ、日時や文脈などを反映するものもある。

### 実装
- PredictAd
- Google サジェスト
- CustomizeGoogle Firefox に Google サジェストの機能を追加する
- WICK オープンソースの自動補完フレームワーク。
- CreateWebApp.com 商用Ajax自動補完ウィジェット
- LuMriX 英語版Wikipediaの記事名を文字列入力の際にリアルタイムでヒントとして一覧表示
- FastAutoComplete 商用Ajax自動補完ウィジェット（大規模辞書対応）
- CompleteSearch 自動補完付き全文検索。高速であり、2500万以上の文献でテスト済み
- TypeBooster 自動補完機能を任意の Windows アプリケーションに追加する